# Sacrifice (Elton John)
Sacrifice è una ballata tra le più famose mai composte da Elton John; il testo è di Bernie Taupin.

## Descrizione
Questo brano è contenuto nell'album del 1989 Sleeping with the Past; a detta di Bernie, costituisce una delle più belle canzoni d'amore mai composte da lui stesso ed Elton. Il testo (il cui titolo in italiano significa Sacrificio) parla della fine di un matrimonio ed è stato probabilmente influenzato dalle vicende personali di Bernie, all'epoca in crisi coniugale. Il videoclip di Sacrifice è basato sul testo, mostrando un uomo e una donna aventi problemi di coppia dopo il matrimonio e l'aver dato alla luce una bambina (l'uomo, infatti, crescerà la figlia da solo). Anche la melodia, malinconica, rispecchia il significato intrinseco del brano; Elton, per la composizione della canzone, si ispirò sia a Percy Sledge che al brano di Aretha Franklin Do Right Woman, Do Right Man.

## Successo commerciale
Sacrifice fu inizialmente pubblicata come singolo nell'ottobre 1989, ma non ebbe un grande successo, raggiungendo una #55 UK e una #18 USA. Nel 1990 il DJ britannico Steve Wright (dell'emittente radiofonica BBC Radio 1) iniziò a trasmettere la canzone in radio e fu presto seguito da altri DJ. Sfruttando la situazione, Sacrifice fu nuovamente distribuita come singolo accoppiata alla precedente Healing Hands, e questa volta ebbe un grande successo: raggiunse una #1 nella Official Singles Chart (la prima da potersi attribuire esclusivamente ad Elton: Don't Go Breaking My Heart era infatti un duetto) e nella classifica francese (anche qui la prima #1 di Elton; rimase nella classifica transalpina per 26 settimane). Il successo maggiore si ebbe quindi in Francia e Regno Unito, ma la canzone è conosciuta a livello mondiale, e in popolarità è paragonabile ai classici eltoniani degli anni Settanta. Rimane memorabile l'esecuzione del brano nel corso del concerto al Knebworth Park assieme ad altri musicisti del calibro di Eric Clapton e Mark Knopfler (30 giugno 1990). Il suo video ha ottenuto la Certificazione Vevo.

## Tracce
Singolo del 1989
Singolo 12" (UK)
1. Sacrifice — 5:07
2. Love Is a Cannibal — 3:53

Singolo in CD (USA)
1. Sacrifice — 5:07
2. Love Is a Cannibal — 3:53
3. Durban Deep — 5:32

Singolo del 1990
Singolo 12" (UK)
1. Sacrifice — 5:07
2. Healing Hands — 4:22

## Classifiche
| Classifica (1989)                            | Posizione più alta |
| -------------------------------------------- | ------------------ |
| Official Singles Chart                       | 55                 |
| U.S. Billboard Hot Adult Contemporary Tracks | 3                  |
| Classifica (1990)                            | Posizione più alta |
| Australia                                    | 7                  |
| Francia                                      | 1                  |
| Germania                                     | 36                 |
| Irlanda                                      | 2                  |
| Norvegia                                     | 2                  |
| Svizzera                                     | 23                 |
| Official Singles Chart                       | 1                  |
| U.S. Billboard Hot 100                       | 18                 |

## Formazione
- Elton John: voce, tastiere
- Romeo Williams: basso
- Jonathan Moffett: batteria
- Guy Babylon: tastiere
- Fred Mandel: tastiere
- Davey Johnstone: chitarra

## Cover
Sinéad O'Connor eseguì una propria versione di Sacrifice nell'album tributo del 1991 Two Rooms: Celebrating the Songs of Elton John & Bernie Taupin. Anche i Gregorian eseguirono il brano nel loro terzo album Masters of Chant Chapter II.